# Arecolin
Arecolin là một alkaloid gốc acid nicotinic được tìm thấy trong quả cau (Areca catechu), ở mức 0,1-0,5%. Nó là một chất lỏng không mùi, nhớt như dầu. Là methyl este của arecaidin, nó được Ernst Jahn cô lập lần đầu tiên năm 1888. Nó có thể mang lại cảm giác hưng phấn và thư giãn.

## Tính chất hóa học
Arecolin là một base, và acid liên hợp của nó có pKa ~ 6,8.
Arecolin là chất dễ bay hơi trong hơi nước, có thể trộn lẫn với phần lớn các dung môi hữu cơ và nước, nhưng có thể chiết ra khỏi nước bằng ete với sự có mặt của các muối hòa tan. Là một base, arecolin tạo thành muối với các acid. Các muối này kết tinh, nhưng thường bị chảy rữa: hydroclorua, arecolin•HCl, tạo thành các tinh thể hình kim nóng chảy ở 158 °C; hydrobromua, arecolin•HBr, tạo thành các tinh thể lăng trụ thanh mảnh nóng chảy ở 177–179 °C từ rượu nóng; auriclorua, arecolin•HAuCl4, là một chất lỏng như dầu, nhưng platiniclorua, arecolin2•H2PtCl6 nóng chảy ở 176 °C, kết tinh từ nước thành các tinh thể hình hộp mặt thoi màu cam đỏ. Methiodua tạo thành các lăng trụ lướt nóng chảy ở 173-174 °C.

## Tác động sinh học

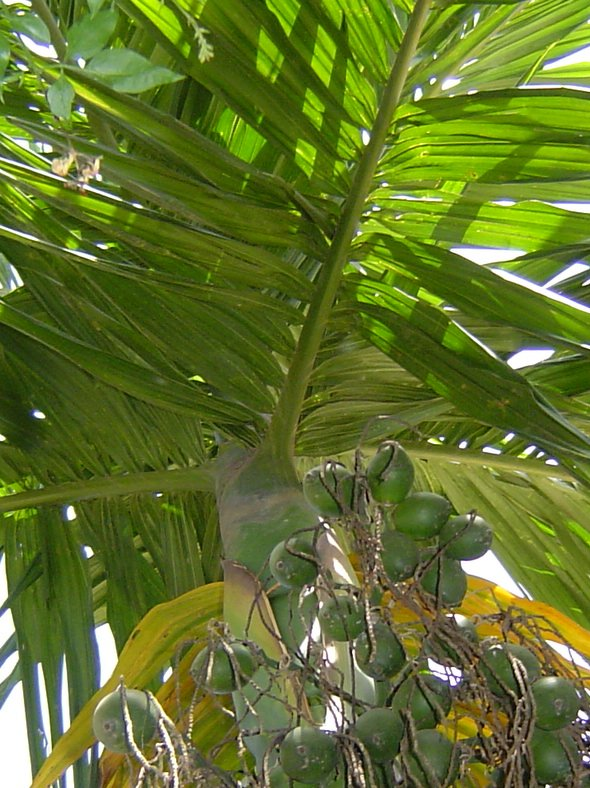
Cây cau với quả chứa arecolin.

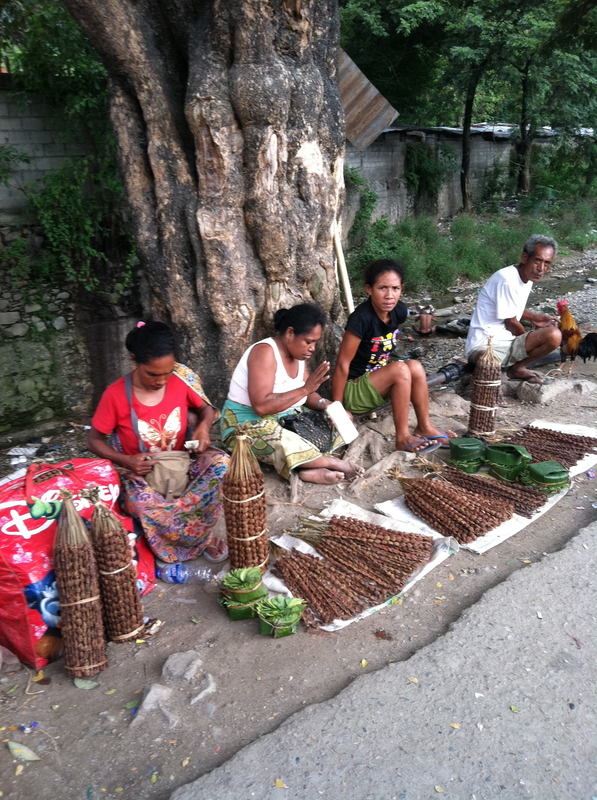
Bán cau ở Đông Timor.

Trong nhiều nền văn hóa châu Á, quả cau được bổ thành các miếng nhỏ để nhai cùng lá trầu không và vôi để có các tác động kích thích. Arecolin là thành phần hoạt động chính gây ra các tác động lên hệ thần kinh trung ương của quả cau. Arecolin từng được so sánh với nicotin; tuy nhiên, nicotin tác động chủ yếu lên thụ quan acetylcholin nicotin. Arecolin được biết đến như là chất hoạt hóa một phần của các thụ quan acetylcholin muscarin M1, M2, M3 và M4, mà người ta tin là nguyên nhân chủ yếu của các tác động đối giao cảm của nó (như co thắt đồng tử, co thắt phế quản v.v…).
LD50: 100 mg/kg, tiêm dưới da ở chuột nhắt.
Khoa học hiện đại cho rằng nhai trầu cau có thể gây ung thư. Các nghiên cứu gợi ý rằng điều này có lẽ một phần là do arecolin, mặc dù cũng có thể là do các thành phần khác có trong quả cau, với một số là các tiền chất tạo ra các nitrosamin hình thành trong miệng khi nhai.
Các độc tố khác tác động lên các thụ quan acetylcholin còn có: anatoxin-a của một số vi khuẩn lam, coniin của sâm độc, cytisin của đậu độc, epibatidin của ếch phi tiêu độc và nhựa độc cura.

## Sử dụng
Do các tính chất kích hoạt muscarin và nicotin của nó, arecolin được chứng minh là có khả năng cải thiện khả năng học tập của những tình nguyện viên mạnh khỏe. Do một trong các dấu hiệu xác nhận bệnh Alzheimer là suy giảm nhận thức, nên arecolin từng được đề xuất như là một liệu pháp điều trị để làm chậm quá trình này và trên thực tế arecolin truyền tĩnh mạch thể hiện sự cải thiện trí nhớ về lời nói và không gian ở mức vừa phải ở các bệnh nhân Alzheimer, mặc dù các tính chất có thể gây ung thư của arecolin, làm cho nó không phải là dược phẩm được lựa chọn đầu tiên cho bệnh thoái hóa này.
Arecolin cũng từng được sử dụng trong thú y như là một loại thuốc trị giun (thuốc chống lại giun ký sinh).
Khi dùng làm dược phẩm, nó luôn ở dạng muối hydrobromua hay hydroclorua. Dạng muối khó hấp thụ là arecolinacetarsol (C
8H
13NO−
2C
8H
10AsNO
5) cũng đã từng được sử dụng.

## Tổng hợp
Phương pháp tổng hợp diễn ra theo vài bước, từ formaldehyd, methylamin và acetaldehyd.